# Fortaleza de Hwasong
A Fortaleza de Hwaseong (ou Hwasong) está localizada na cidade de Suwon, Província de Gyeonggi-do ao nordeste da Coreia do Sul, distante, ao norte, da capital, Seul, quarenta e dois quilômetros. Foi erguida entre os anos de 1794 e 1796 pelo Rei Jeongjo da Dinastia Joseon,  transferindo para o local, em honra e como abrigo, os restos mortais do seu pai o Príncipe Jangheon.
Em 1997 a Fortaleza de Hwaseong foi incluída na lista do Patrimônio Mundial da Unesco.
Suas maciças muralhas, atualmente ainda preservadas, estendem-se por seis quilômetros, e abrigam um conjunto arquitetônico e estrutural de um forte que combina, ao fim do século XVIII, o que existia de mais avançado à época, do oriente e do ocidente, na edificação de uma fortaleza na sua concepção defensiva, com torres de observação e vigia em ângulos, bastiões para armas de fogo, farol, portas secretas, casamatas, postos de comando e outros. Por sua estrutura, sua construção e conjunto o diferencia de todos os outros fortes (ou castelos), erguidos ao longo dos séculos, existentes na Coreia do Sul.
No dia 1 de maio de 2006 a Torre de Vigia de Sojangdae da Fortaleza de Hwaseong foi alvo do ataque de um incendiário, causando um prejuízo de cerca de 6 milhões de dólares, destruindo o andar superior. A reparação da torre foi concluída em 2007.